# Heinz Becker (Politiker)

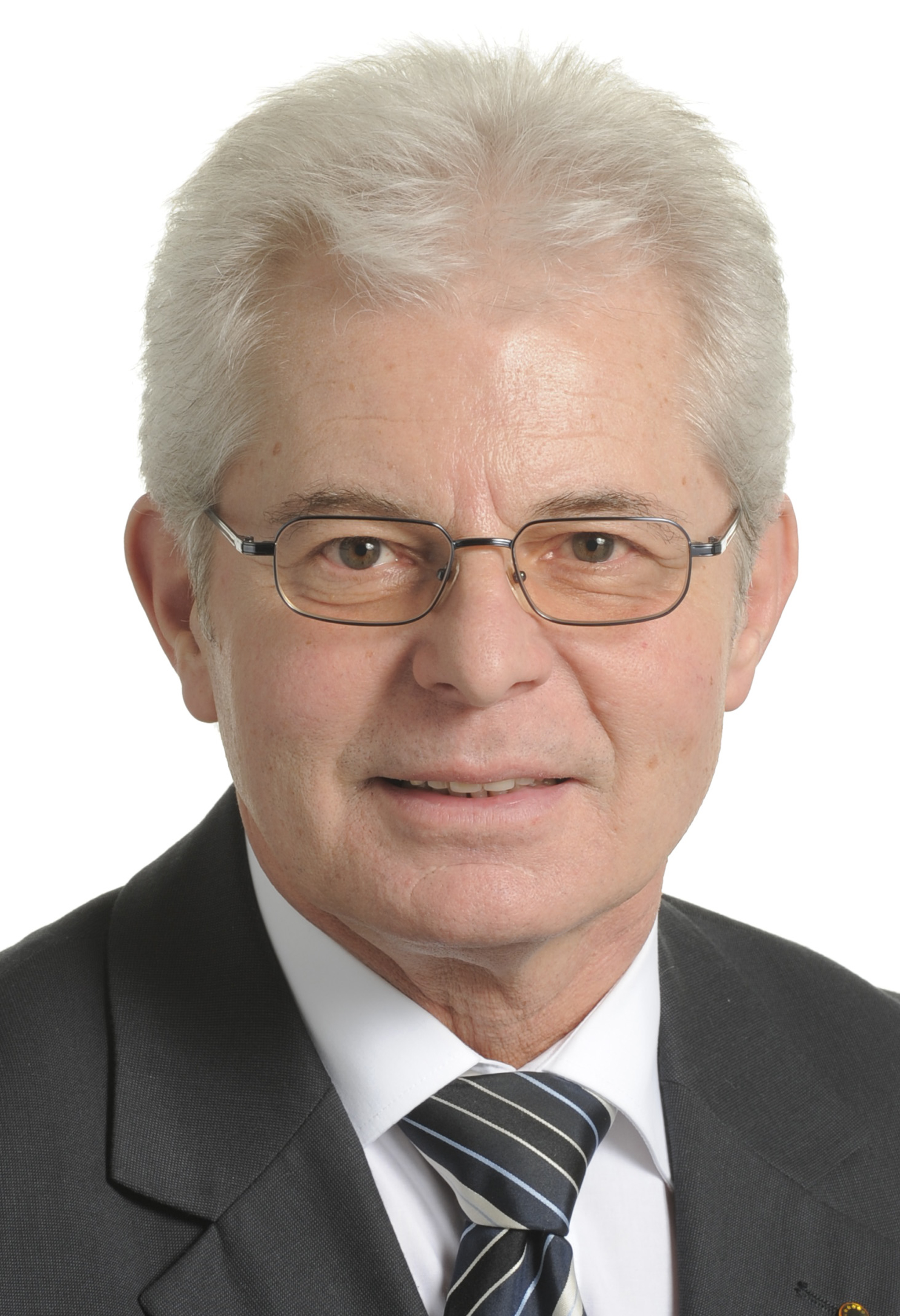
Heinz Becker (2012)

Heinz Kurt Becker (* 29. Juni 1950 in Baden) ist ein österreichischer Politiker (ÖVP), Generalsekretär des Österreichischen Seniorenbundes, Vizepräsident des Exekutiv-Komitees der Europäischen Senioren-Union, und war von April 2011 bis 2019 österreichischer Abgeordneter zum Europäischen Parlament.

## Ausbildung und Beruf
Heinz Becker besuchte ein humanistisches Gymnasium im 13. Wiener Gemeindebezirk. Nach seinem Präsenzdienst beim österreichischen Bundesheer schloss er 1970 seine schulische Laufbahn mit dem Ablegen der Reifeprüfung ab.
Er wurde Assistent des Geschäftsführers für die COMECON-Märkte beim japanischen Handelshaus Marubeni Corporation. In dieser Position war er von 1970 bis 1972 in Berlin und von 1972 bis 1974 in Wien tätig. Anschließend arbeitete er für einige in Wien angesiedelte Werbeagenturen, als auch in der Marketing-Abteilung internationaler Konzerne, darunter Philips.
1992 gründete er die „BECKER. Werbeagentur“ und wurde deren Geschäftsführer. Nach seinem Einzug in das Europäische Parlament im Jahr 2011 übergab er den Betrieb seiner Ehefrau um sich ausschließlich der Politik widmen zu können.

## Politische Laufbahn

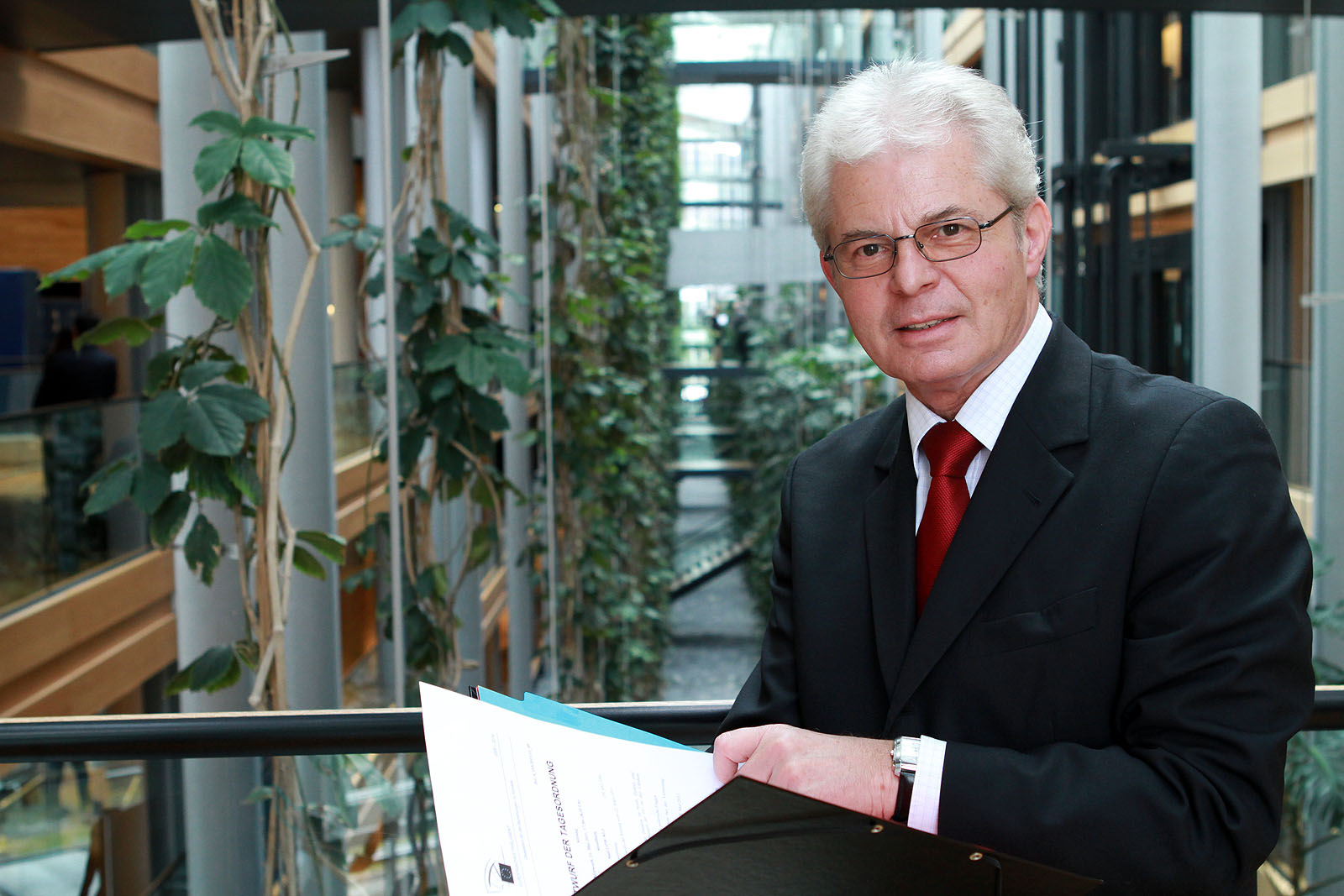
Heinz Becker, Straßburg 2011

Seit 2001 ist Becker Generalsekretär des Österreichischen Seniorenbundes und Mitglied des Vorstands der Politischen Akademie der ÖVP. Nebenbei ist er seit 2005 als Mitglied des Exekutivkomitees der Europäischen Seniorenunion und seit 2009 als ordentliches Vorstandsmitglied des Hauptverbands der österreichischen Sozialversicherungsträger tätig.
Im April 2011 zog er als sechster VP-Mandatar ins EU-Parlament in Brüssel ein. Er fungierte als Sozial- und Bildungssprecher der Österreichischen Volkspartei und war Mitglied im Ausschuss für Beschäftigung und soziale Angelegenheiten. Dabei setzte er sich vor allem für die Schaffung besserer Beschäftigungsmöglichkeiten und Arbeitsbedingungen für die zunehmende Zahl älterer Menschen sowie der Förderung der Solidarität zwischen den Generationen ein. Des Weiteren war er Mitglied im Petitionsausschuss und stellvertretendes Mitglied im Ausschuss für Kultur und Bildung sowie in dem Ausschuss für Ausschuss für bürgerliche Freiheiten, Justiz und Inneres (LIBE). Der Niederösterreichische Abgeordnete engagierte sich ebenso in der Delegation für die Beziehungen zu Kanada und Palästina.
Auf Beckers Initiative wurde ein Bericht zu der Initiative für soziales Unternehmertum verfasst. Becker war als Berichterstatter tätig.
Heinz Becker ist Vizepräsident der Parlamentarische Intergruppe „Alternsfragen und Generationensolidarität“ sowie Mitglied der Europäischen Alzheimer Allianz. Des Weiteren Vizepräsident der Parlamentarische Intergruppe „Pflege“ sowie Mitglied der Parlamentarische Intergruppe Osteoporose.
Im November 2013 wurde er zum Vizepräsidenten der Europäischen Senioren Union (ESU) gewählt. Damit ist der EU-Abgeordnete für die nächsten fünf Jahre im Führungsteam der ESU, einer Teilorganisation der Europäischen Volkspartei (EVP). Becker erhielt die meisten Stimmen aus den insgesamt 33 Seniorenorganisationen aus 24 Mitgliedsländern.
Nach der Europawahl in Österreich 2019 schied er aus dem Europäischen Parlament aus.

## Auszeichnungen
- 2018: Marietta und Friedrich Torberg-Medaille[3][4]

## Privates
Heinz Becker ist verheiratet und hat zwei Kinder.